# Namea gowardae
Espèce
Namea gowardae est une espèce d'araignées mygalomorphes de la famille des Anamidae.

## Distribution
Cette espèce est endémique du Queensland en Australie. Elle se rencontre dans les monts D'Aguilar sur  le mont Glorious.

## Description
Le mâle holotype mesure 15,7 mm et la femelle paratype 23,7 mm.

## Étymologie
Cette espèce est nommée en l'honneur de Marion Goward.

## Publication originale
- Rix, Wilson & Harvey, 2020 : « The open-holed trapdoor spiders (Mygalomorphae: Anamidae: Namea) of Australia’s D’Aguilar Range: revealing an unexpected subtropical hotspot of rainforest diversity. » Zootaxa, no 4861(1), p. 71-91.